# Pregara
Pregara – wieś w Słowenii, w gminie miejskiej Koper. 1 stycznia 2018 liczyła 138 mieszkańców.